# رودني هود
رودني هود (بالإنجليزية: Rodney Hood)‏ مواليد 20 أكتوبر 1992 في ميريديان، هو لاعب كرة سلة محترف أمريكي بدأ مسيرته الاحترافية في سنة 2014 حيث تم اختياره من قبل فريق يوتاه جاز خلال الدرافت، يلعب مع فريق يوتاه جاز في الرابطة الوطنية لكرة السلة ويحمل الرقم 5. يبلغ طوله 6 قدم 8 بوصة (2.0 م).

## إحصائيات المسيرة

### الموسم الاعتيادي
| السنة   | الفريق    | لعب | بدأ | دقيقة | ميداني% | ثلاثية | حرة  | ارتداد | صنع | استلاب | تصدي | نقطة |
| ------- | --------- | --- | --- | ----- | ------- | ------ | ---- | ------ | --- | ------ | ---- | ---- |
| 2014–15 | يوتاه جاز | 50  | 21  | 21.3  | .414    | .365   | .763 | 2.3    | 1.7 | .6     | .2   | 8.7  |
| 2015–16 | يوتاه جاز | 79  | 79  | 32.2  | .420    | .359   | .860 | 3.4    | 2.7 | .9     | .2   | 14.5 |
| المسيرة |           | 129 | 100 | 27.9  | .418    | .360   | .832 | 3.0    | 2.3 | .8     | .2   | 12.3 |

## روابط خارجية
- رودني هود على موقع إن بي أي (الإنجليزية)
- رودني هود على موقع سبورتس رفرنس (الإنجليزية)
- رودني هود على موقع كرة السلة الأوروبية.كوم (الإنجليزية)
- رودني هود على موقع إي إس بي إن.كوم (الإنجليزية)
- رودني هود على موقع كلية كرة السلة في سبورتس رفرنس.كوم (الإنجليزية)
- رودني هود على موقع ريلجم (الإنجليزية)
- رودني هود على موقع بروبوليرز (الإنجليزية)